# Angelika Bahmann
Angelika Bahmann, née le 1er avril 1952 à Plauen, est une kayakiste est-allemande.

## Biographie
Angelika Balmann remporte aux Mondiaux de 1971 à Merano deux médailles d'or, l'une en kayak monoplace et l'autre en kayak monoplace par équipe.
Angelika Bahmann participe aux Jeux olympiques d'été de 1972 à Munich et remporte la médaille d'or dans l'épreuve du slalom en kayak monoplace.
Aux Championnats du monde 1975 à Skopje, elle est médaillée d'argent en kayak monoplace par équipe et médaillée de bronze en kayak monoplace. Elle est médaillée d'or en kayak monoplace et médaillée d'argent en kayak monoplace par équipe aux Championnats du monde 1977 à Spittal.